# SFR1
SFR1 (англ. SWI5 dependent homologous recombination repair protein 1) – білок, який кодується однойменним геном, розташованим у людей на 10-й хромосомі. Довжина поліпептидного ланцюга білка становить 245 амінокислот, а молекулярна маса — 28 262.
| 10         |  | 20         |  | 30         |  | 40         |  | 50         |
| ---------- |  | ---------- |  | ---------- |  | ---------- |  | ---------- |
| MAEGEKNQDF |  | TFKMESPSDS |  | AVVLPSTPQA |  | SANPSSPYTN |  | SSRKQPMSAT |
| LRERLRKTRF |  | SFNSSYNVVK |  | RLKVESEEND |  | QTFSEKPASS |  | TEENCLEFQE |
| SFKHIDSEFE |  | ENTNLKNTLK |  | NLNVCESQSL |  | DSGSCSALQN |  | EFVSEKLPKQ |
| RLNAEKAKLV |  | KQVQEKEDLL |  | RRLKLVKMYR |  | SKNDLSQLQL |  | LIKKWRSCSQ |
| LLLYELQSAV |  | SEENKKLSLT |  | QLIDHYGLDD |  | KLLHYNRSEE |  | EFIDV      |

A: Аланін

C: Цистеїн

D: Аспарагінова кислота

E: Глутамінова кислота

F: Фенілаланін

G: Гліцин

H: Гістидин

I: Ізолейцин

K: Лізин

L: Лейцин

M: Метіонін

N: Аспарагін

P: Пролін

Q: Глутамін

R: Аргінін

S: Серин

T: Треонін

V: Валін

W: Триптофан

Кодований геном білок за функцією належить до фосфопротеїнів. 
Задіяний у таких біологічних процесах, як транскрипція, регуляція транскрипції, пошкодження ДНК, репарація ДНК, ацетилювання, альтернативний сплайсинг. 
Локалізований у ядрі.